# Hunila
Hunila ou Unilas (em grego: Ούνιλας; romaniz.: Oúnilas) foi um nobre gótico do século VI, ativo durante a Guerra Gótica entre o Império Bizantino e o Reino Ostrogótico. É citado em 537, quando ele e Pissas foram enviados pelo rei Vitige (r. 536–540) para lidar com os bizantinos na Etrúria. Eles foram derrotados e capturados próximo a Perúsia e enviados para Belisário em Roma.